# Hubbard (Texas)
Hubbard város az USA Texas államában, Hill megyében. Lakosainak száma 1394 fő (2020. április 1.).

## Népesség
A település népességének változása:
| Lakosok száma | 894  | 1586 | 1423 | 1394 |
|               | 1890 | 2000 | 2010 | 2020 |